# Молекулярное облако Персея
Молекулярное облако Персея (англ. Perseus molecular cloud, Per MCld) — гигантское молекулярное облако в созвездии Персея. Облако содержит более 10 000 солнечных масс газа и пыли, покрывающих область размером 6 на 2 градуса. В отличие от молекулярного облака Ориона оно практически невидимо, за исключением двух скоплений: IC 348 и NGC 1333, где образуются звезды с малой массой. Оно очень яркое на средних и дальних инфракрасных волнах и в субмиллиметровом диапазоне, возникающих в горячей пыли, которая, в свою очередь, появляется в процессе образования звёзд малой массы.
На картах, сделанных спутниками IRAS и MSX и космическим телескопом Спитцер, показана кольцевая структура, которая недавно была обнаружена обсерваторией COSMOSOMAS на микроволновых частотах в качестве источника аномального излучения «вращающейся пыли».
Молекулярное облако Персея удалено от планеты Земля на 850 св. лет (261 пк). Звезды формируются в молекулярном облаке Персея, однако свет большей части звезд в видимом диапазоне поглощается проникающей всюду пылью. В NGC 1333 можно заметить контрастирующее красное излучение объектов Хербига-Аро, выбросы из недавно сформировавшихся звезд и газ, светящийся за счет энергии ударных волн.
Молекулярное облако Персея